# Rozrazil lékařský
Rozrazil lékařský (Veronica officinalis) je vytrvalá léčivá rostlina z čeledi jitrocelovitých (Plantaginaceae). Ve starších taxonomických systémech byl řazen většinou mezi krtičníkovité (Scrophulariaceae).

## Lidové názvy
Přítržník, přítržný kořen, veronika, tržník, hušec, ochvatná zelina, utrhlec, potrhlec, úřečník, úložník, pršidlo, pršavka, bouřka.

## Charakteristika
Rozrazil lékařský je vytrvalá, nižší až středně velká bylina. Větvený kořen s četnými postranními kořeny vytrvává na stanovišti. Brzy na jaře z kořene vyrůstá jednoduše větvená a řídce chlupatá listnatá lodyha, která se rozděluje na dvě části: dolní část, která je poléhavá a zakořeňující, a horní část, která stoupá nahoru a je zakončena květenstvím. V květenství stonek dorůstá do výšky až 50 cm.  Listy lodyhy jsou vstřícné a roztroušeně chlupaté.  Tvar čepele je elipsovitý až široce kopinatý, zaokrouhlený až tupě špičatý.
Květenství rozrazilu jsou husté, obvykle vstřícné úžlabní hrozny, které se v době plodu prodlužují. Obvykle také vyrůstají střídavě z úžlabí listů. Květenství čítá 15–35 květů.
Květy této byliny jsou oboupohlavné, drobné, dvouobalné a stopkaté. Vyrůstají z úžlabí listenů. Kalich je čtyřdílný a koruna zvonkovitě rozšířena. Horní plátek koruny je největší, protože se jedná o srůst dvou plátků. Barvy koruny mohou být od bledě modré, přes fialovou až bílé. Dvě tyčinky jsou přirostlé ke koruně a spolu s ní opadávají. Prašníky vyčnívají daleko z květů. Pestík má svrchní semeník, který je srdčitého tvaru a má dvě pouzdra. Krátká čnělka je ukončena nedělenou bliznou. 
Plodem je tobolka, která se po uzrání otevírá dvěma chlopněmi. Poté vypadávají drobná lehká plochá semena, která jsou roznášena větrem nebo stékající vodou.

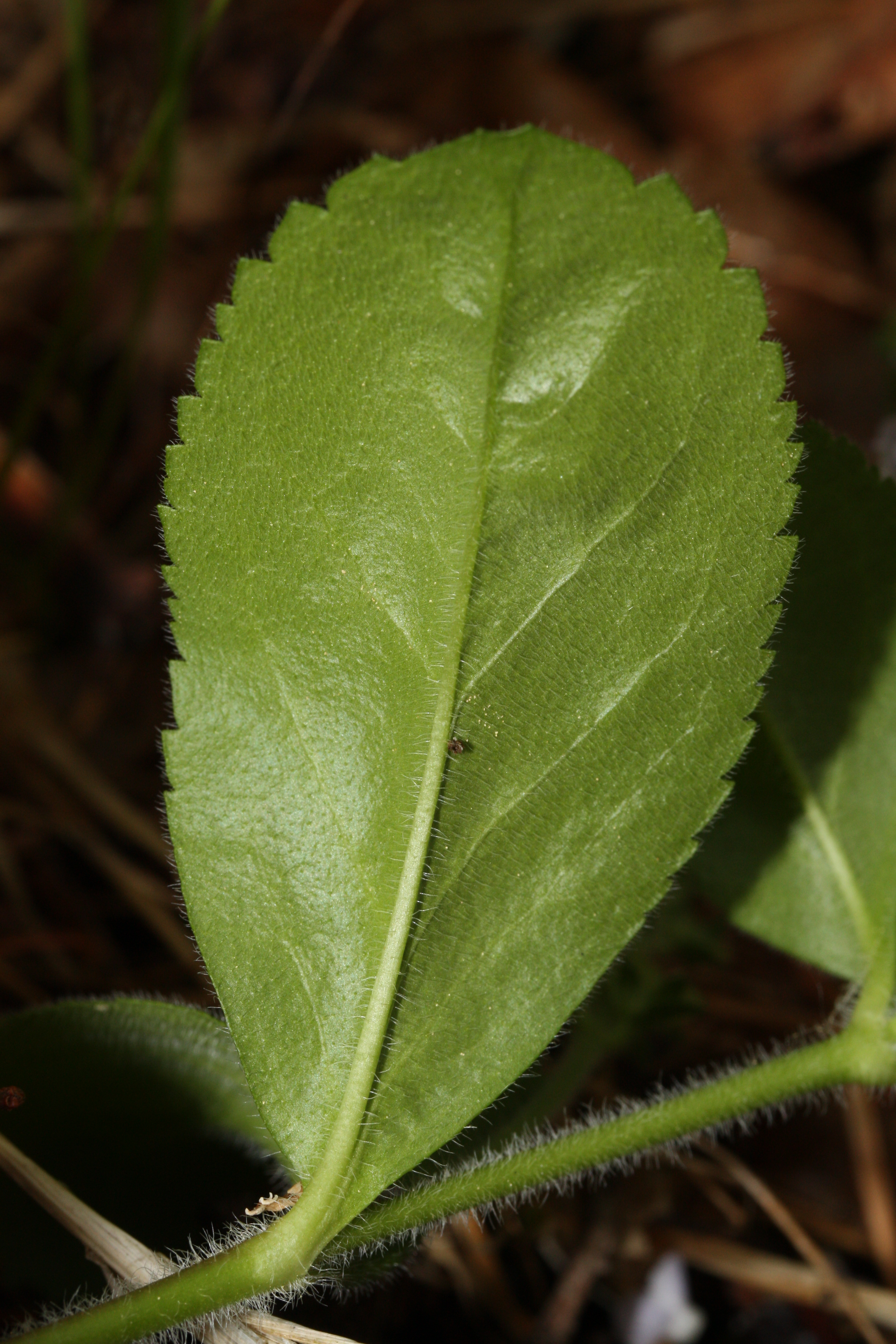
Detail rubu listu a trichomů na stonku.
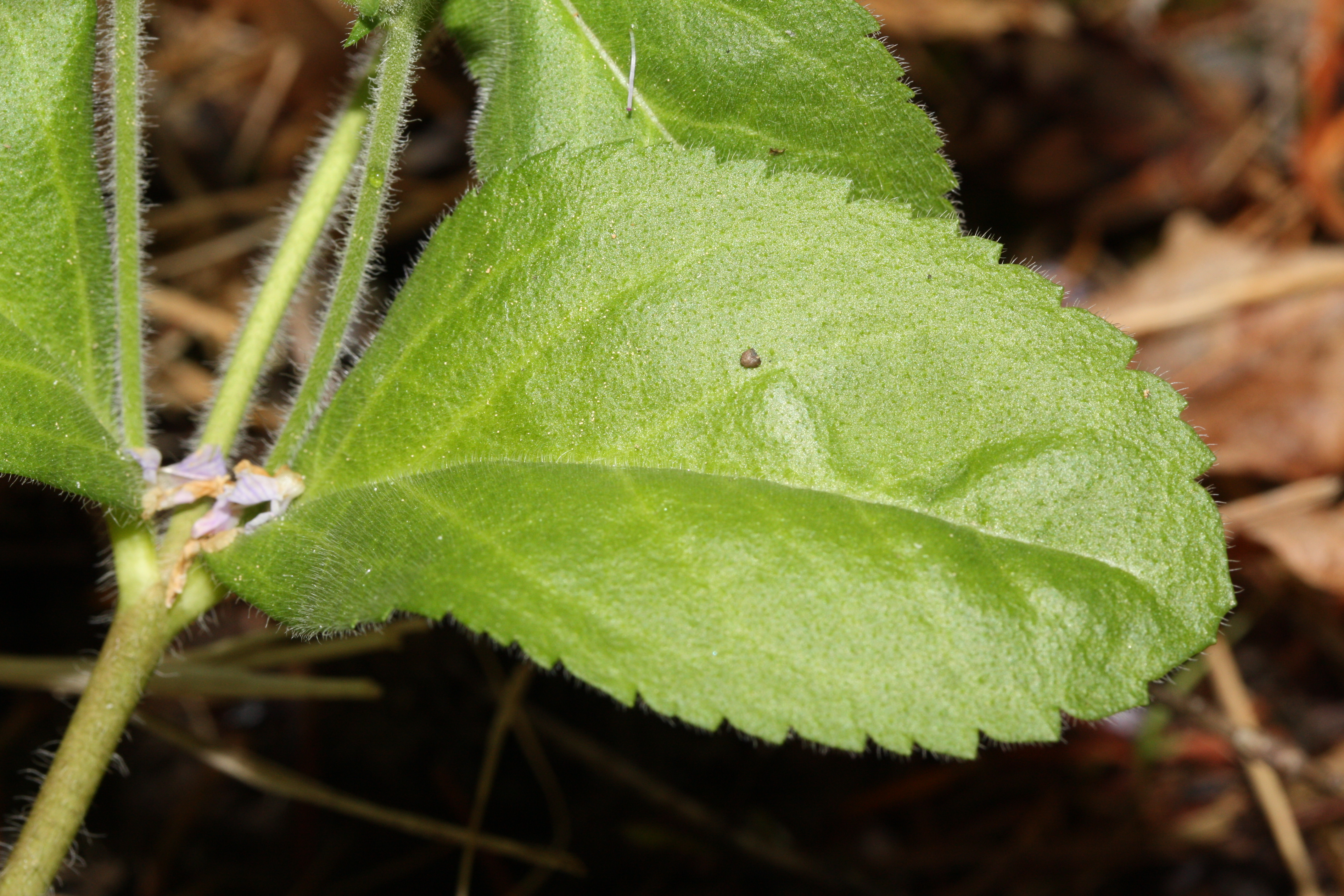
Detail listu
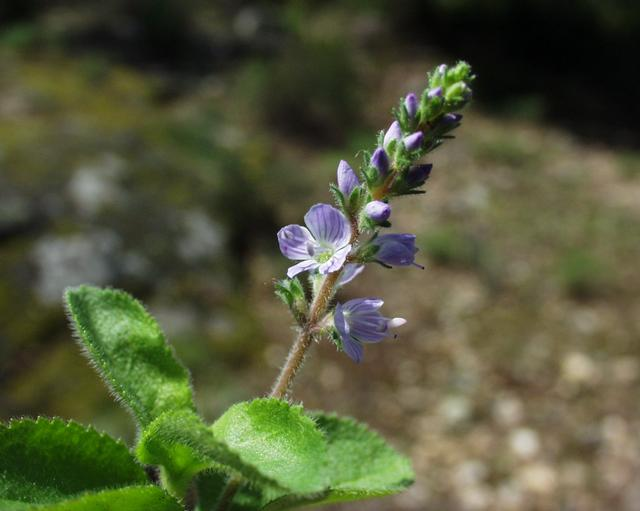
Detail kvetenství
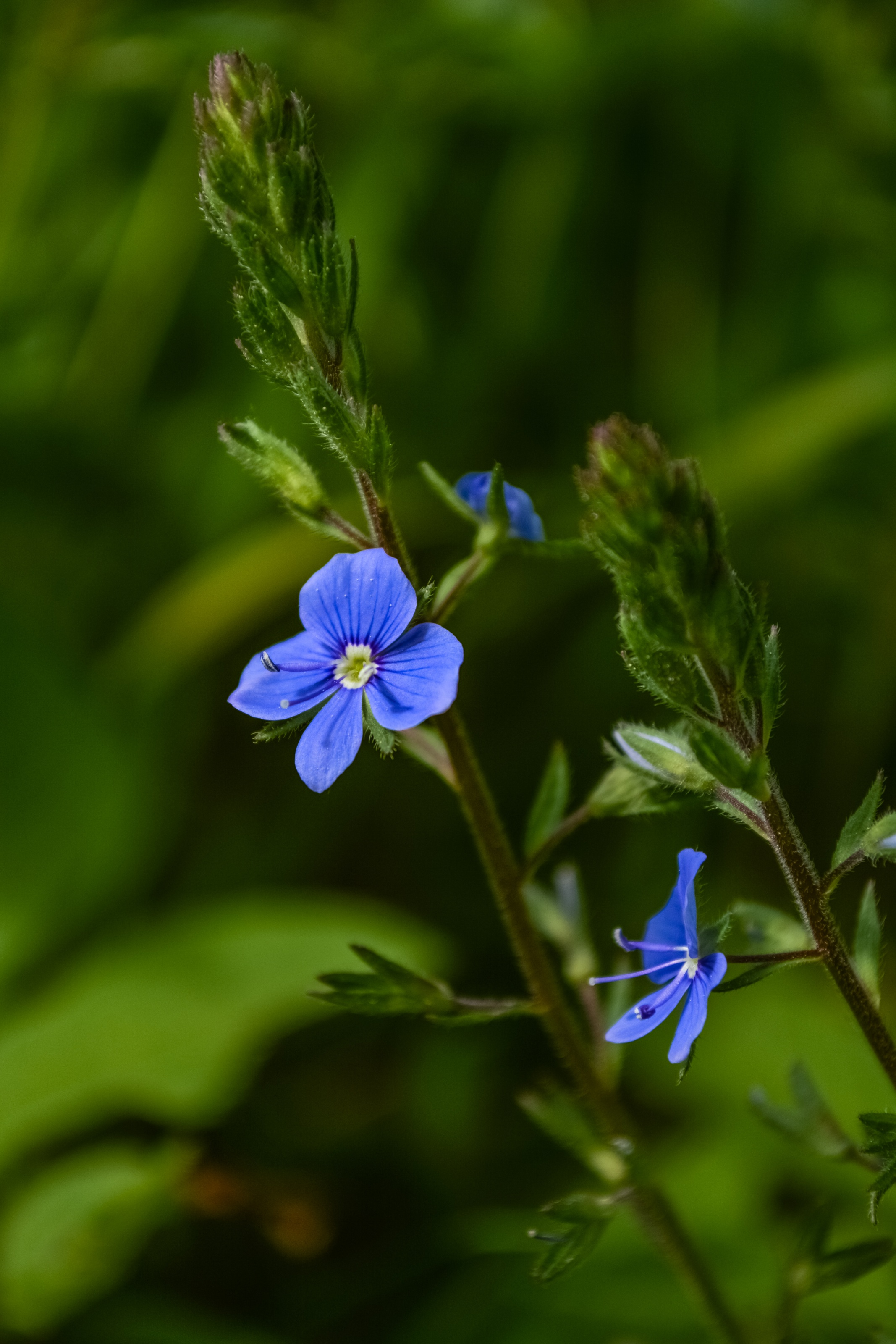
Květy

## Výskyt
Tato bylina se vyskytuje v lesích, chudých loukách a vřesovištích. Většinou se také jedná o stanoviště suchá a chudá na živiny, proto z naší intenzivně využívané kulturní krajiny ustupuje. Vyhledává spíše polostín a vyhýbá se vlhkým místům. Kvete v červnu až srpnu. 
Vyskytuje se téměř v celé Evropě. V České republice se vyskytuje zejména v nížinách, ale i ve vyšších polohách. Vzácně se vyskytuje na vápnitých půdách.

## Využití
V 16. století botanik Hieronymus Bock označoval tuto bylinu jako lidový léčivý prostředek. Rozrazil lékařský snižuje obsah cholesterolu v krvi, potlačuje bronchitidu, astma a záněty v trávicím traktu. Blahodárně působí také na močové kameny a záněty močových cest. Detoxikuje organismus, podporuje vykašlávání, léčí revmatismus a kožní potíže, jak vnitřně tak i zevně. Používá se i na bolest hlavy.
Účinné látky rozrazilu jsou třísloviny, hořký glykosid aukubin, hořčiny, řada organických kyselin včetně vitaminu C, pryskyřice, vosky, saponiny, silice a další. 
Dnes se už používá méně a přidává se do čajových směsí. Mladá nať se používala i do jarních salátů a polévek. Vnitřně se používá dvouminutový odvar z natě nebo čerstvá šťáva. Zevně pak 5–10 minut uvařený odvar jako kloktadlo, na výplachy a obklady. 